# تعاونية الجوهر (آيت إكاس)
تعاونية الجوهر هو دُوَّار يقع بجماعة آيت إيڭاس، إقليم تارودانت، جهة سوس ماسة في المملكة المغربية. ينتمي الدوّار لمشيخة آيت إكاس التي تضم 27 دوار. يقدر عدد سكانه بـ 749 نسمة حسب الإحصاء الرسمي للسكان والسكنى لسنة 2004.

## روابط خارجية
- البوابة الوطنية للجماعات الترابية نسخة محفوظة 12 مارس 2018 على موقع واي باك مشين.
- المندوبية السامية للتخطيط